# Herðubreiðarlindir

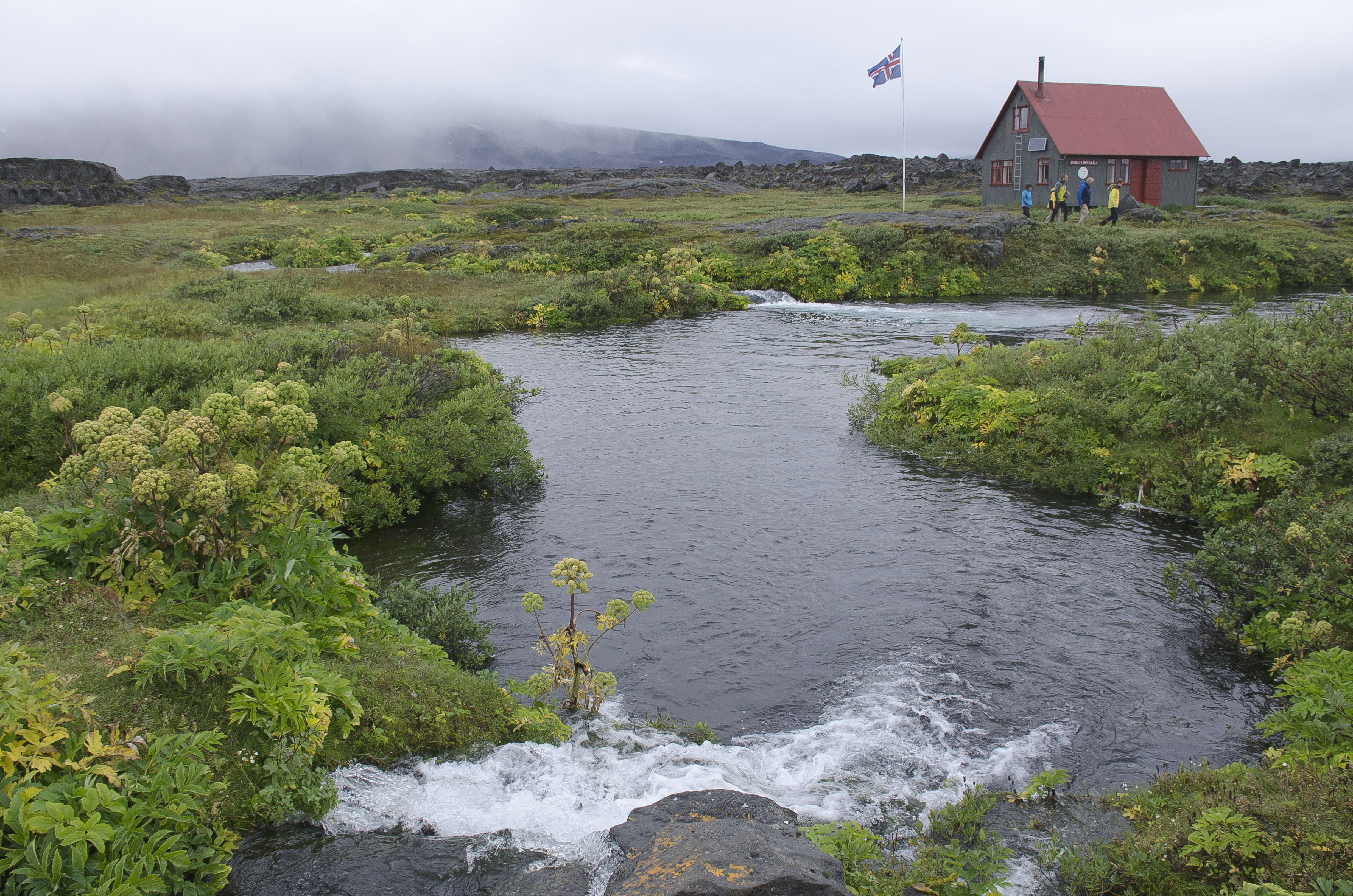
Le Herðubreiðarlindir et son refuge avec le Herðubreið dans les nuages au dernier plan.

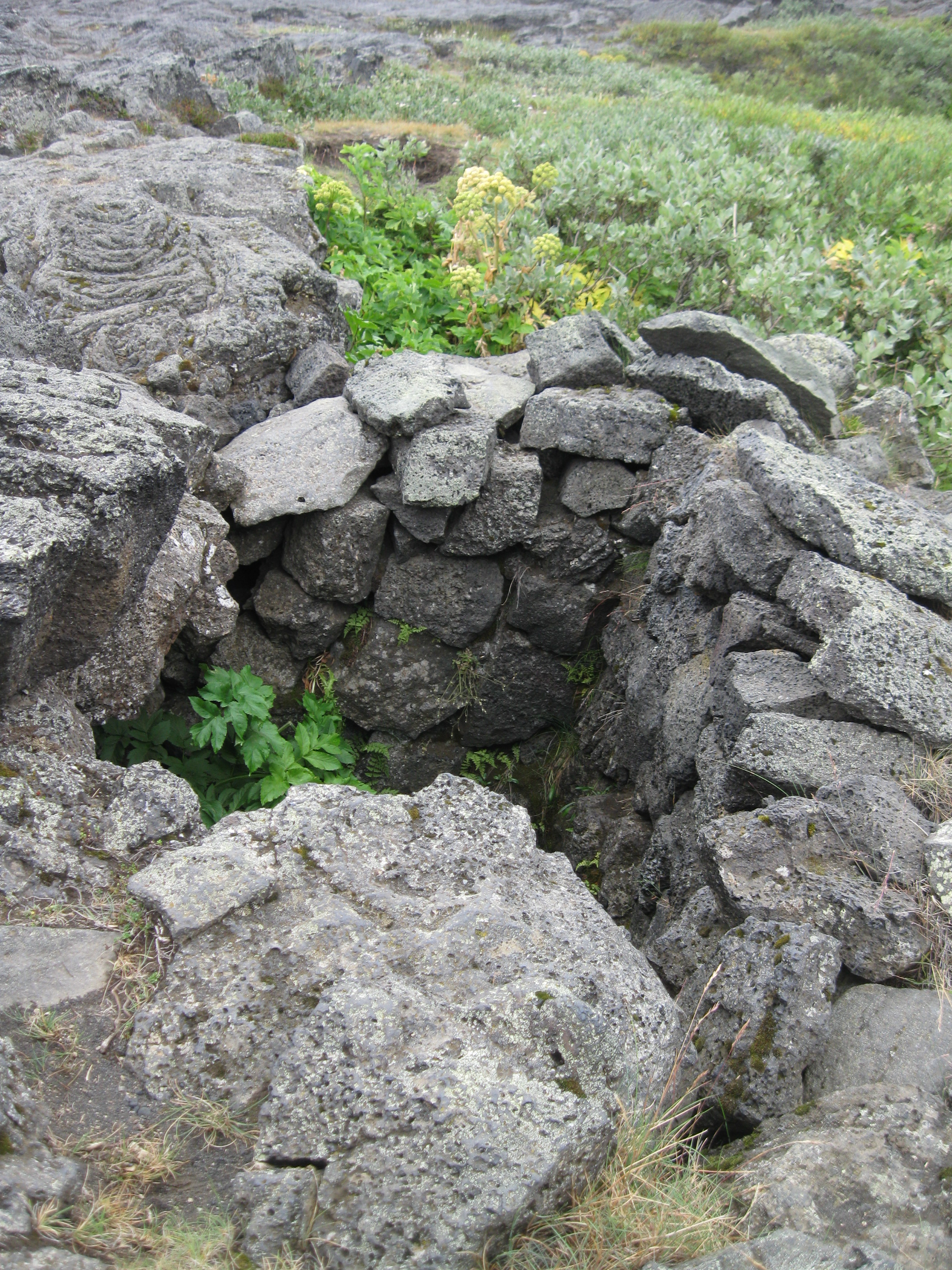
L'abri du criminel Fjalla-Eyvindur construit pour s'abriter lors de l'hiver 1774-1775.

Le Herðubreiðarlindir est une oasis d'Islande située dans les Hautes Terres, au pied du Herðubreið, un volcan du centre-est du pays. Entourée par le Ódáðahraun, un désert de lave, elle est alimentée par une petite diffluence de la Jökulsá á Fjöllum, l'un des plus importants fleuves d'Islande.
Ces conditions géographiques plus clémentes que les environs ont permis l'installation d'un refuge accessible par la route F88 ainsi qu'un aérodrome sommaire. Le site a été utilisé par des hors-la-lois bannis de la société islandaise pour y passer des hivers dans ces régions reculées.